# Microtube

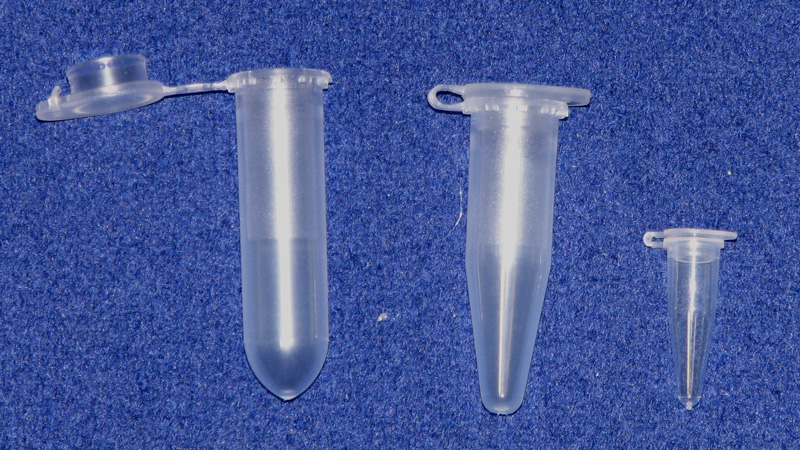
microtube de 2 ml, 1,5 ml et 0,2 ml

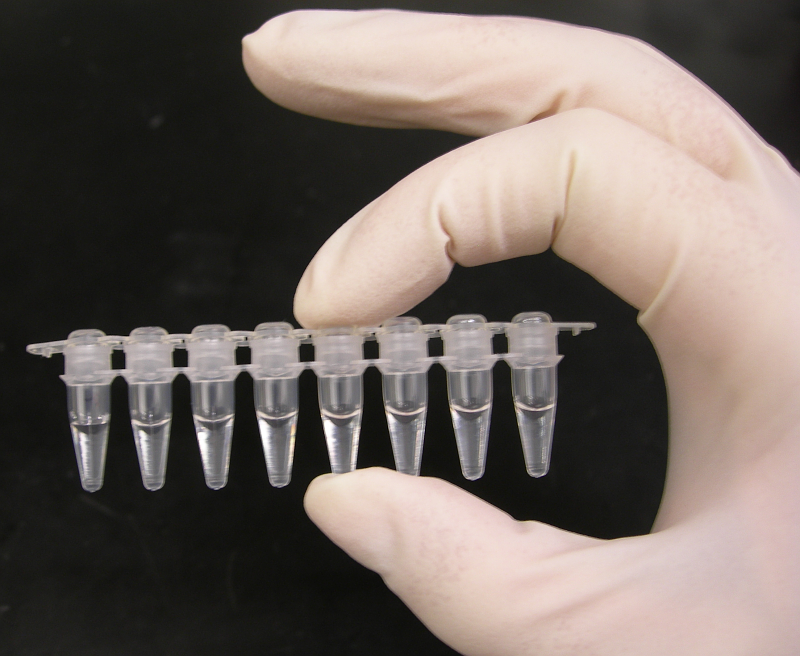
barrette de 8 tubes PCR contenant chacun 100 µl de milieu de réaction

Les microtubes sont de petits tubes munis d'un capuchon à visser ou à clipser. Ils sont en matière plastique, le polypropylène, capable de résister aux hautes températures (autoclavage, utilisation dans des thermocycleurs, etc.), aux basses températures (stockage dans un congélateur à -80 °C, broyage à l'azote liquide, etc.) ou aux solvants organiques.
Ils existent en différentes contenances :
- 2 ml
- 1,5 ml
- 0,5 ml
- 0,2 ml (200 µl) : tubes à PCR

Ils existent aussi en diverses couleurs : bleu, rose, vert...
Sur le capuchon et sur le côté du tube, il y a des emplacements pour inscrire les références des échantillons au marqueur.
Il existe de petits portoirs en plastiques spécialement conçus pour tenir les microtubes, qui n'ont généralement pas de bases plates.
On achète les tubes en grandes quantités qu'on aliquote de façon stérile (en mettant des gants) dans d'anciens bocaux à confiture, que l'on autoclave ensuite.
Les plus petits tubes (200 µl) peuvent être achetés en "barrettes" de 8 ou de 12, réunis de bord à bord par un petit pont de plastique.

## Utilisation

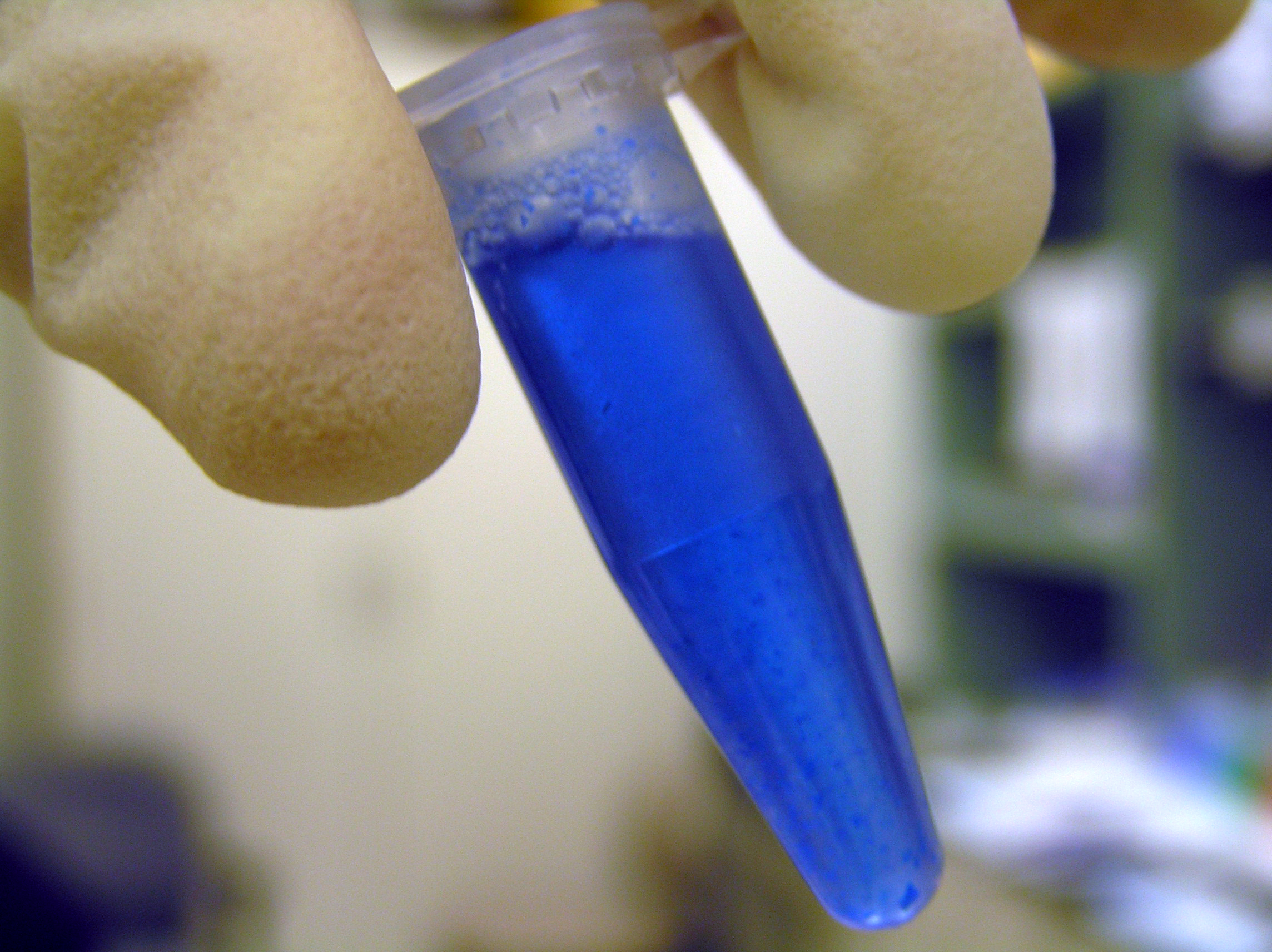
Microtube 1,5 ml classique dans le cadre de la méthode de Bradford

Si l'on est droitier, on tient généralement le tube dans les premiers doigts de la main gauche. On se sert du pouce pour ouvrir ou fermer le capuchon, ou de la main droite si c'est un capuchon à vis. On peut ainsi se servir de la main droite pour effectuer les pipettages avec la pipette automatique.
Les microtubes sont à usage unique. S'ils n'ont pas besoin d'être conservés pour stocker un échantillon, ils sont jetés. Il est trop difficile de les nettoyer pour pouvoir s'en resservir, sans risquer les transcontaminations.

## Fabricants
La société Eppendorf a donné son nom comme nom générique pour un microtube.